# Gronovia
- Commons
- Wikispecies

Gronovia L. é um género botânico pertencente à família Loasaceae.

## Espécies
Apresenta 6 espécies:
- Gronovia grandiflora
- Gronovia humboldtiana
- Gronovia jacquiniana
- Gronovia longiflora
- Gronovia scandens
- Gronovia ternata
- Lista das espécies

## Classificação do gênero
| Sistema | Classificação                      | Referência               |
| ------- | ---------------------------------- | ------------------------ |
| Linné   | Classe Pentandria, ordem Monogynia | Species plantarum (1753) |

- (em alemão) PPP-Index
- (em inglês) Germplasm Resources Information Network (GRIN)[ligação inativa]
- (em inglês) Gênero Gronovia